# 萊斯特 (麻薩諸塞州)
萊斯特（英語：Leicester）是一個位於美國麻薩諸塞州烏斯特縣的鎮。

## 人口
根據2020年美國人口普查的數據，萊斯特的面積為63.90平方千米，當中陸地面積為60.50平方千米，而水域面積為3.40平方千米。當地共有人口11087人，而人口密度為每平方千米174人。